# سارا هيوز
سارا هيوز (بالإنجليزية: Sara Hughes)‏ هي رسامة نيوزيلندية، ولدت في 1971 في فانكوفر في كندا.